# Kloster Rotaha
Das Kloster Rotaha war ein mittelalterliches Kloster der Benediktinerinnen im Rodgau.

## Nachweise

### Urkundliche Nachweise
Eindeutige Hinweise auf das Kloster gibt es aus zwei urkundlichen Belegen, beide aus dem Lorscher Codex. Eine weitere, weniger eindeutige Nachricht gibt es im „Seligenstädter Evangeliar“. Die erste Urkunde vom 25. Februar 786 berichtet, dass die reich begüterte, aus dem karolingischen Hochadel stammende Äbtissin Aba das ihr gehörende Kloster, das der hl. Maria und den übrigen Heiligen geweiht ist, samt etlicher Güter in Hessen und im Rheinland, dem Kloster Lorsch übereignet. Es wird ihr vertraglich die weitere Nutzung des Klosters und der Güter für einen Pachtpreis von zehn Solidi/Jahr zugesichert. (1 Solidus = 12 Denare, 1 Denar = 1,299 g Silber). Aba gibt an, dass das Kloster schon seit Generationen von Äbtissinnen aus ihrem Adelsgeschlecht geleitet wird. Aus dieser Bemerkung kann vorsichtig auf das Gründungsjahr des Klosters geschlossen werden. Es dürfte um 700 gegründet worden sein. Aba sicherte vertraglich die Leitung des Klosters für weitere würdige Nachfolgerinnen ihres Adelsgeschlechtes. Erst wenn diese Bedingung nicht erfüllt werden kann, sollte das Kloster samt Güter dem Kloster Lorsch einverleibt werden.
Zwei Theorien versuchen den Grund für die Übergabe des Klosters Rotaha an das Kloster Lorsch herauszufinden:
1. Die Übergabe des Klosters Rotaha an das Kloster Lorsch sei die Folge eines versuchten Putsches gegen Karl den Großen: Der Gatte von  Aba mit Namen Ado (Addo, Hatto, Anto)[2] wäre in die Verschwörung des ostfränkisch-thüringischen Adeligen Hardrat (785/786) verwickelt gewesen. Um ihr Kloster der nun folgenden Bestrafung zu entziehen, schenkte Aba es dem den Karolingern nahestehenden Kloster Lorsch und sicherte sich so die lebenslange Nutzung.[3]
2. In der Urkunde beklagt Aba den Tod ihres Vaters Theodo. Theodo war karolingischer Ministerialer, dem die Verwaltung des Rodgaus, möglicherweise auch die des Maingaus oblag. Dazu gehörte auch die Gerichtsbarkeit. Als Eigenkirchenherr des Klosters Rotaha führte er auch die Verwaltungsgeschäfte und Rechtsangelegenheiten für das Kloster aus. Daneben hatte er für die kirchliche Versorgung und den Schutz des Klosters zu sorgen. Diese Obliegenheiten wurden dem Eigenkirchenherr auf der Synode von Frankfurt 794 als Gesetz auferlegt.[4] Durch den Tod des Theodo entstand in der Aufgabenerfüllung und den Belangen des Klosters ein Vakuum. Zwar konnte Aba durch Erbschaft wahrscheinlich ihrem Vater gehörende Ländereien erwerben. Diese als Alodium[1] zu bezeichnen setzt allerdings einen Rechtsakt durch den König voraus, der allein damals übliche Lehen in Privateigentum umwandeln konnte. Möglicherweise geschah dies unter der Bedingung der gleichzeitigen Angliederung an das Kloster Lorsch.

Dadurch war nun Kloster Rotaha mit dem Reichskloster Lorsch assoziiert und genoss so auch die Vorzüge eines Reichsklosters und den militärischen Schutz des Königs. Kloster Lorsch wurde somit Eigenkirchenherr sowie Verwalter des Klosters Rotaha und hatte für die ständige kirchliche Versorgung zu sorgen.
Die zweite Urkunde vom 21. November 903 enthält die Übertragung von 3 weiteren Ländereien, die das Kloster Rotaha in der Zwischenzeit erworben hatte, durch die Äbtissin Kunigunde an das Kloster Lorsch. Zur Mehrung der Ländereien und zur Übertragung war Kunigunde gemäß Urkunde 1 verpflichtet. Das Kloster Rotaha, die bereits zum Kloster gehörenden Ländereien und die 3 neuen Ländereien erhält Kunigunde zur weiteren Nutzung zurück. Der Pachtpreis bleibt bei zehn Solidi/Jahr trotz des größeren Pachtumfanges. Eine Erhöhung wäre auch nicht gerechtfertigt gewesen, da seit der Frankfurter Synode der Denar mit einem Silbergehalt von 1,701 g geschlagen wurde. Insofern wurde Rotaha zwischen 794 und 903 übervorteilt. Zum Zeitpunkt der Übertragung durch Kunigunde wurde das Kloster Rotaha als dem hl. Nazarius gehörig bezeichnet. Von einem Patroziniumswechsel ist keine Rede.
In der Zinsliste des Evangeliars des Klosters Seligenstadt, das bereits vermutlich von Einhard, dem Gründer des Klosters, um 830 in Auftrag gegeben wurde, findet sich der Eintrag "De Rotaha frouuirat II d ". Das Wort „frouvirat“ ist eine Wortmischung aus „Frou“ = Frau und (lat.) virat. Wir kennen noch das Wort „Triumvirat“. Deswegen kann die freie Übersetzung von Frouvirat mit „Frauenherrschaft“ der Wortbedeutung nahekommen. Da der Eintrag der Zinsliste in das Evangeliar im 9. bis 10. Jahrhundert erfolgte, kann damit eigentlich nur das Kloster Rotaha gemeint sein, da es zu diesem Zeitpunkt in Rotaha keine andere Fraueninstitution gab, die sich als Kreditnehmer betätigen konnte.

### Archäologische Nachweise
Archäologische Ausgrabungen auf dem Kirchenhügel in Ober-Roden in den Jahren 1985 und 1991 stießen auf einen mindestens vierphasigen Kirchenbau (eine Holzkirche, eine steinerne Kirche aus karolingischer Zeit und – nach Bränden – zwei Bauphasen im 13. Jahrhundert), der nach dem Grabungsbefund möglicherweise mindestens für die letzten beiden Bauphasen jeweils eine Westempore aufwies, typisch für ein Frauenkloster und die Kirchen dieser Zeit. Aufgrund eines Münzfundes unter dem letzten Fußbodenbelag wurde der letzte Kirchenumbau nicht vor dem letzten Viertel des 13. Jahrhunderts unternommen. Dies belegt möglicherweise eine Nutzung der Kirche als Klosterkirche bis in diese Zeit.

### Sonstige Belege
Die Pfarrkirche von Ober-Roden trägt noch heute das historisch überkommene Patrozinium des heiligen Nazarius, des Patrons des Klosters Lorsch. Wann die Kirche zu diesem Patrozinium gelangte, ist unbekannt.
Durch den Nachweis einer Holzkirche in Ober-Roden, die wahrscheinlich ein Sakralbau der Merowingerzeit war, kann geschlossen werden, dass in diesem Ort schon früh eine kirchliche Versorgung bestand. Wahrscheinlich sicherte das Kloster Lorsch in seiner Eigenschaft als Eigenkirchenherr die ständige kirchliche Versorgung des Klosters Rotaha durch reichliche Ausstattung der Kirche Ober-Roden. So war die Kirche Ober-Roden noch im Mittelalter begehrenswertes Pfründentauschobjekt. Das Grundbuch der Erstvermessung der Gemeinde Nieder-Roden von 1856 durch Simon Reichhuber weist auffallend viel Grundbesitz im Rollwald, dem weiteren möglichen Standort des Klosters Rotaha, für die katholische Kirche Ober-Roden nach. Bis zur Schaffung einer eigenen Pfarrstelle in Nieder-Roden wurde die kirchliche Versorgung Nieder-Rodens von Ober-Roden aus vorgenommen.
Es könnte sein, dass die katholische Kirche Ober-Roden später aus Dankbarkeit für die Aufgabenauszeichnung und die Bereicherung der Immobilienpfründe das Patrozinium des hl. Nazarius übernahm.
Im Lehensbuch des Gerhard III. von Eppstein (um 1250) ist eine Belehnung mit dem Vogteirecht an Arnolt Bunre „in Rode bei der seligen Stätte“ (in Rode juxta Felicem locum) belegt. Aus dieser Ortsangabe wurde geschlossen, dass zu dem Zeitpunkt das Kloster bereits erloschen gewesen sei, die Erinnerung an dessen Standort aber noch vorhanden war.
(Dieses Datum korreliert mit dem Datum der Vertreibung des Eigenkirchenherren – den Benediktinern – aus dem Kloster Lorsch. 1232 wurde das Kloster Lorsch dem Erzbistum Mainz unterstellt, an dessen Spitze Siegfried III von Eppstein stand. Es kann sein, dass durch diese Wirren eine ordnungsgemäße Aufrechterhaltung des Betriebes auch im Benediktinerinnen-Kloster Rotaha nicht mehr möglich war, da die Privilegien eines Reichsklosters entfielen. Diese waren durch die Assoziierung des Klosters Rotaha mit dem Reichskloster Lorsch zustande gekommen.)
Ob der Zusatz „bei der seligen Stätte“ bei der Verlehnung des Vogteirechtes an Arnolt Bunre auf den ehemaligen Standort des Klosters Rotaha hinweist, ist nicht eindeutig. Eindeutig sind jedoch Flurnamen im Bereich Rollwald / Nieder-Roden, die in der Erstvermessung von 1856 enthalten sind. Die Flurnamen das Seelig, auf der Königswiese, Mühlenfeldchen, Mitten auf dem Müllemrad, Gänsgraben, Gickelsbusch usw. weisen auf ein prädestiniertes Gebiet hin, auf dem die Klosteranlage samt Wassermühle und Vogtei Niwenhof möglicherweise vorhanden war. Da weder Ober- noch Nieder-Roden als Ortsbezug für die Lage des Klosters Rotaha herangezogen wurde, sondern der Niwenhof mit seiner Eigenschaft als „wohlbekannt“ (nuncupato), ist davon auszugehen, dass er weitbekanntes Verwaltungsorgan war, der bis ins 16. Jahrhundert bestand.
Der Niwenhof war der Adelssitz, von dem aus das ursprüngliche Eigenkloster Rotaha gegründet worden war. Somit muss der Niwenhof logischerweise früher als das Kloster entstanden sein. Vorsichtig kann das Entstehungsjahr um 650 angenommen werden. Somit wäre er eine merowingische Gründung. Die Frage, warum ein Adelssitz in einer strategisch uninteressanten Gegend gegründet und dessen Leitung mit einem Adeligen besetzt wurde, kann zwingend nur dahingehend beantwortet werden, dass es sich hier um eine Verwaltungseinrichtung gehandelt haben muss, die auf Grund seiner Funktion als „wohlbekannt“, also über die Grenzen des Rodgaus hinaus, eingestuft wurde. Ein solches Organ kann zu dieser Zeit nur ein Königshof gewesen sein. Allgemein wurde ein solcher Königshof als „Villa“ bezeichnet. Dieser Rechtsbegriff "Villa Rotaher " findet sich in den Schenkungsurkunden späterer Jahre und verweist indirekt auf den Bereich des Königshofes.
Funktion und Merkmale eines Königshofes werden in der karolingischen Schrift „Capitulare de villis vel curtis imperii“ beschrieben.
Wenn die Existenz eines Königshofes vorausgesetzt werden darf, dann ist das Eigenkloster Rotaha auf dem Grund des Königshofes errichtet worden und nicht auf dem Privatgrund der Theodonen.
Dieser unhaltbare Zustand könnte bei einem Besuch des Königs auf dem Königshof entdeckt worden sein und die Äbtissin Aba 786 zur Assoziierung mit dem Kloster Lorsch gezwungen haben.
Der Besuch Karls d. Gr. wäre im Herbst des Jahres 785 möglich gewesen (Ostern verbrachte er auf der Eresburg, im Sommer weilte er auf der Synode in Paderborn und Weihnachten fungierte er als Taufpate für Widukind in Arrigny).
Das Ende des Niwenhofes, der sich in der Folge zur Vogtei und schließlich zum Landgericht Nieder-Roden entwickelte, liegt nach 1537. In einem Notariatsinstrument von Kurmainz wird beklagt, dass der Hof auf dem Neurott verkommt.

## Wertung
Dass Aba verheiratet war, Kinder und Geschwister hatte, wird mit der „Leitnamentheorie“ begründet. Dort wird auch nur vermutet, dass Ado in die Verschwörung des Hardrat verwickelt war, die erst 786 zu Ende ging. Es ist nicht plausibel, warum Aba als mögliches entfernt liiertes Nebenglied der Familie schon im Februar 786 eine herannahende Strafe erahnen sollte.
Der archäologische Befund der Ausgrabungen auf dem Kirchenhügel in Ober-Roden haben den Nachweis gebracht, dass eine Vorgängerkirche möglicherweise bis in die Merowingerzeit vorhanden war.
Da keine Gräber innerhalb der Kirche aus der Existenzzeit des Klosters gefunden wurden, konnten die Grablegen von Äbtissinnen und Familienangehörigen des Eigenkirchenherren nicht nachgewiesen werden.
Im möglichen Standortbereich Rollwald / Nieder-Roden, der mehrere Hektar umfasst, wurde bisher eine Grabung von 20 × 20 m² ohne Ergebnis durchgeführt. Von diesem Ergebnis eine falsche Standortannahme abzuleiten, ist jedoch nicht schlüssig.
Auch den Standort eines Klosters vom Patrozinium der Pfarrkirche ableiten zu wollen, ist logisch nicht evident.
Obwohl für den Standort des Klosters Rotaha im Rollwald/Nieder-Roden sowohl topographische (Zeithorizont 1856) und dokumentarische Argumente sprechen als auch diverse Hinweise durch Flurnamen gegeben sind, ist ein schlüssiger Beweis ebenso wenig vorhanden wie für den Standort Ober-Roden.
Die Doktorarbeit von Aika Diesch, die sich mit der Auswertung sämtlicher Grabungsfunde von Schallmayer befasste, konnte keinen Nachweis für den Standort des Klosters Rotaha in Ober-Roden führen.